# 三少爺的劍 (2016年電影)
《三少爷的剑》（英語：Sword Master）是尔冬升执导、徐克监制的一部3D武侠片，是尔冬升执导的首部武侠片，改编自古龙的同名小说。由博纳影业集团出品，元彬和林迪安任动作导演，林更新、何润东、蒋梦婕和江一燕领衔主演，原定于2016年暑期档上映，后来推迟到贺岁档上映。2016年11月21日晚7：30於台北樂聲戲院金馬影展首映。

## 剧情
燕十三劍法無雙，卻總被江湖中人誤認為是神劍山莊的三少爺。燕十三身患絕症，只求與三少爺決鬥，為自己正名。三少爺卻厭倦殺戮，毅然退隱江湖，流落妓院，而遇上妓院裡卑微的妓女小麗。三少爺的舊情人慕容秋荻當年被對方悔婚，因愛生恨，血洗神劍山庄，不惜一切只為逼他出山。一場惡鬥勢所難免...

## 演員
- 林更新 饰 謝曉峰（三少爺、阿吉）
- 何润东 饰 燕十三
- 蒋梦婕 饰 小麗（娃娃），妓女
- 江一燕 饰 慕容秋荻，三少爺旧情人
- 顾曹斌 饰 竹叶青（天尊），爱慕慕容秋荻之人
- 鲍起静 饰 小丽母亲
- 徐少強 飾 謝王孫（神劍山莊莊主、三少爺之父）
- 顾冠忠 饰 慕容正
- 原岛大地 饰 谢晓峰（少年）
- 方　平 饰 大老板
- 吳元俊 飾 謝長老
- 田　淼 饰 韓大奶奶
- 佟仲琪 饰 鐵血掌門
- 林　晨 饰 七星堂婢女
- 陆剑明 饰 夏侯星父亲
- 沈　凯 饰 夏侯星
- 赖迦童 饰 无名
- 陈墨研 饰 谢晓峰（童年）
- 宋伊人 饰 慕容秋荻（少年）
- 张梓豫 饰 慕容秋荻（童年）
- 马睿瀚 饰 竹叶青（少年）
- 张喜来 饰 紫怡道士
- 马京京 饰 苗　子（小丽之兄）
- 林朝绪 饰 乌　鸦
- 铁　南 饰 高　通
- 红　木 饰 秋荻母
- 赵海鹰 饰 石碑店老闆
- 魏晓东 饰 三角眼
- 飞　儿 饰 大徒弟
- 吴　优 饰 守墓人
- 蒿怡帆 饰 剑客妻子
- 蒿怡霏 饰 剑客妻妹
- 萬國鵬 饰 村民甲
- 張文斌 饰 村民乙

## 制作
1977年邵氏出品、楚原导演的《三少爷的剑》是尔冬升19岁时主演的一部电影，为其成名作，多年来他总希望以导演身份重拍这部经典之作。2013年11月剧组筹备，2014年4月13日开机。尔导演选择林更新饰演“三少爷”，林自2014年4月进剧组以来一直勤练剑法并一直坚持到最后，尔冬升说：“他的谦卑与敬业是年轻演员身上最难得的品质，他的表现也给我们带来了不少惊喜。”影片主要在浙江横店影视城拍摄，经过122天的拍摄后于同年9月8日杀青。

## 发行
2016年3月14日，片方发布首款预告片和首款海报。
中国大陆票房累计9000万人民币。

## 奬項
| 年度   | 颁奖典礼             | 奖项             | 姓名                           | 结果 |
| ------ | -------------------- | ---------------- | ------------------------------ | ---- |
| 2017年 | 第36屆香港電影金像獎 | 最佳美術指導     | 張世宏、吳鎮、李清瑜、莊國榮   | 提名 |
| 2017年 | 第36屆香港電影金像獎 | 最佳服裝造型設計 | 張世傑                         | 提名 |
| 2017年 | 第36屆香港電影金像獎 | 最佳動作設計     | 元彬、林迪安                   | 提名 |
| 2017年 | 第36屆香港電影金像獎 | 最佳音響效果     | 曾景祥、李耀強、姚俊軒、黎志雄 | 提名 |
| 2017年 | 第36屆香港電影金像獎 | 最佳視覺效果     | 鄭成鎮                         | 提名 |